# 心形沙拐枣
心形沙拐枣（学名：Calligonum cordatum）为蓼科沙拐枣属的植物。分布于土库曼斯坦、乌兹别克斯坦以及中国大陆的新疆等地，常生于沙丘，目前尚未由人工引种栽培。